# Schneider Busbetriebe
Schneider Busbetriebe (offiziell O. Schneider AG) mit Sitz in Ermenswil ist ein Busunternehmen, das in den Kantonen St. Gallen und Zürich zwei Buslinien betreibt.

## Unternehmen

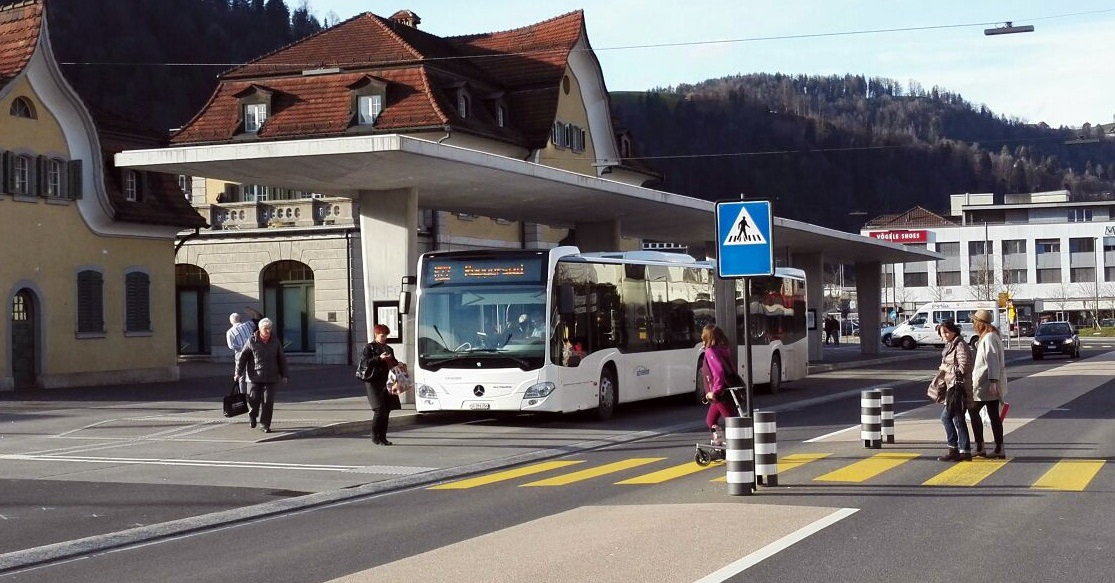
Gelenkbus der Schneider Busbetriebe vor dem Bahnhof Wattwil

Das Unternehmen hat seinen Sitz in Ermenswil, wo auch das einzige Busdepot steht. Das Unternehmen besitzt neun Omnibusse und beschäftigt 18 Fahrer. Die Schneider Busbetriebe transportieren jährlich 1,35 Millionen Fahrgäste. Die Schneider Busbetriebe sind Mitglied des Tarifverbundes Ostwind; Teile des Streckennetzes gehören zum Zürcher Verkehrsverbund.

## Geschichte
Das Unternehmen ging aus dem Mitte des 19. Jahrhunderts gegründeten Fuhrhalterbetrieb von Johannes Matthias Schneider hervor.
Die öffentliche Buslinie Rapperswil–Eschenbach SG–Rüti wurde im Jahr 1944 in Betrieb genommen.
Im Jahr 1961 übernahm Oskar Schneider-Flepp den Betrieb von Albert Schneider-Elsner. 1974 wurde die Einzelfirma zur Familien-Aktiengesellschaft umgewandelt. Im Jahr 1984 wurde die Geschäftsführung durch Oskar Schneider-Jaggi und Anton Schneider-Graf neu besetzt.
Das Unternehmen LinthBus wurde im Jahr 1992 von Postauto, Autobetrieb Weesen-Amden und den Schneider Busbetrieben gegründet. Gleichzeitig wurde das Liniennetz nach Wattwil ausgeweitet.
Im Jahr 2006 wurde der Stadtbus Rapperswil-Jona anlässlich der Fusion beider Gemeinden lanciert, dessen Linien bereits zwei Jahre später aufgrund einer verlorenen öffentlichen Ausschreibung an den Konkurrenten Verkehrsbetriebe Zürichsee und Oberland abgegeben werden mussten. Jene Quartiere (Südquartier, Hanfländer bzw. Lenggis) wurden bereits in den Jahren 1974, 1991 bzw. 2002 durch die Schneider Busbetriebe erschlossen.
Im Jahr 2007 wurden die Tochtergesellschaften O. Schneider Linienbus AG für öffentlichen Verkehr und Schneider-Reisen AG für Carreisen gegründet.
Seit dem Jahr 2010 wird die Linie Rüti–Eschenbach–Neuhaus–Uznach zusammen mit Postauto betrieben.

## Liniennetz
Die Schneider Busbetriebe betreiben im Auftrag von Bund, Kanton und Gemeinden drei LinthBus-Buslinien, wobei eine davon mit der Postauto AG geteilt wird.
| Linie | Startpunkt          | Zielpunkt                | Route |
| ----- | ------------------- | ------------------------ | --- |
| 621   | Rapperswil, Bahnhof | Jona, Buech Industrie    | Rapperswil, Bahnhof – Jona Kreuz – Jona, Buech Industrie                                                                   |
| 622   | Rapperswil, Bahnhof | Wattwil, Bahnhof         | Rapperswil, Bahnhof – Wagen – Eschenbach, Dorftreff – Neuhaus – St. Gallenkappel – Gebertingen – Ricken – Wattwil, Bahnhof |
| 631   | Rüti, Bahnhof       | Kaltbrunn, Steinenbrücke | Rüti, Bahnhof – Weier – Ermenswil, Post – Eschenbach, Dorftreff – Neuhaus – Uznach, Bahnhof – Kaltbrunn, Steinenbrücke     |